# ستيف ويتوورث
ستيف ويتوورث (بالإنجليزية: Steve Whitworth)‏ هو لاعب كرة قدم بريطاني في مركزي ظهير ‏ والدفاع، ولد في 20 مارس 1952 في Coalville ‏ في المملكة المتحدة. شارك مع منتخب إنجلترا تحت 21 سنة لكرة القدم ومنتخب إنجلترا لكرة القدم. أما مع النوادي، فقد لعب مع بولتون واندررز وليستر سيتي ونادي بارنت ونادي سندرلاند ونادي مانسفيلد تاون.

## وصلات خارجية
- ستيف ويتوورث على موقع قاعدة بيانات كرة القدم.إي يو (الإنجليزية)
- ستيف ويتوورث على موقع ناشيونال فوتبول تيمز (الإنجليزية)
- ستيف ويتوورث على موقع عالم كرة القدم.نت (الإنجليزية)